# Cuộc không kích của Hoa Kỳ vào các cơ sở hạt nhân Iran
Vào ngày 22 tháng 6 năm 2025, Không quân và Hải quân Hoa Kỳ đã tiến hành một cuộc tấn công phối hợp nhằm vào ba cơ sở hạt nhân trọng yếu của Iran, trong khuôn khổ cuộc chiến tranh Iran – Israel đang leo thang. Các mục tiêu bị nhắm đến gồm có nhà máy làm giàu uranium Fordow, cơ sở hạt nhân Natanz và Trung tâm Công nghệ Hạt nhân Isfahan. Cuộc tấn công được thực hiện bằng mười bốn quả bom xuyên phá hạng nặng GBU-57A/B MOP, nặng khoảng 30.000 pound (14.000 kg), được thả từ các máy bay ném bom tàng hình Northrop B-2 Spirit. Song song đó là một loạt tên lửa hành trình Tomahawk phóng đi từ các tàu ngầm Hoa Kỳ hoạt động ngoài khơi. Chiến dịch mang mật danh Búa Đêm này đánh dấu lần can thiệp quân sự trực tiếp đầu tiên của Hoa Kỳ kể từ khi chiến sự bùng nổ vào ngày 13 tháng 6, bắt đầu bởi các đợt không kích chớp nhoáng do Israel tiến hành.
Tổng thống Hoa Kỳ Donald Trump đã chính thức xác nhận cuộc tấn công thông qua nền tảng mạng xã hội Truth Social, gọi đây là một "cuộc tấn công rất thành công". Tuy nhiên, tính hiệu quả thực sự của chiến dịch vẫn chưa được xác nhận công khai từ phía các cơ quan quân sự hoặc tình báo. Tại Quốc hội, hành động quân sự này nhận được sự ủng hộ rộng rãi từ phía Đảng Cộng hòa, trong khi phần lớn các thành viên Đảng Dân chủ cùng với một số tiếng nói từ chính nội bộ Đảng Cộng hòa, bày tỏ lo ngại về tính hợp hiến của quyết định can thiệp quân sự đơn phương, cũng như những hệ lụy tiềm tàng từ phản ứng của khu vực và cộng đồng quốc tế. Phản ứng toàn cầu đối với chiến dịch này cho thấy sự chia rẽ đáng kể. Một số nhà lãnh đạo quốc tế hoan nghênh hành động nhằm vô hiệu hóa chương trình hạt nhân của Iran, xem đây là bước đi cần thiết để ngăn chặn nguy cơ phổ biến vũ khí hạt nhân. Ngược lại, nhiều bên bày tỏ quan ngại sâu sắc về khả năng leo thang xung đột khu vực, thậm chí có những quốc gia lên án mạnh mẽ các cuộc không kích do Hoa Kỳ tiến hành.

## Bối cảnh

### Năng lực hạt nhân của Iran
Từ ít nhất năm 2011, Donald Trump đã liên tục khẳng định lập trường rằng Iran không nên được phép sở hữu vũ khí hạt nhân. Iran là thành viên của Hiệp ước không phổ biến vũ khí hạt nhân (NPT) ngay từ khi hiệp ước này có hiệu lực vào năm 1970. Tuy nhiên, chương trình hạt nhân của nước này từ lâu đã là tâm điểm của các tranh cãi quốc tế, khi nhiều lần bị cáo buộc không tuân thủ đầy đủ các nghĩa vụ theo NPT. Những vi phạm này đã dẫn đến hàng loạt lệnh trừng phạt kinh tế kéo dài. Năm 2015, một bước tiến ngoại giao quan trọng đã đạt được khi Iran và nhóm P5+1 (gồm Hoa Kỳ, Anh, Pháp, Nga, Trung Quốc và Đức) ký kết Kế hoạch hành động toàn diện chung (JCPOA) còn được biết đến rộng rãi là thỏa thuận hạt nhân Iran. Thỏa thuận này đã tạm thời dỡ bỏ một số biện pháp trừng phạt, đổi lại Iran phải giới hạn nghiêm ngặt các hoạt động hạt nhân của mình và chấp nhận các cơ chế giám sát chặt chẽ. Tuy nhiên, vào năm 2018, trong nhiệm kỳ tổng thống đầu tiên của mình, ông Trump đã đơn phương rút Hoa Kỳ khỏi JCPOA và tái áp đặt các biện pháp trừng phạt đối với Iran. Quyết định này đã vấp phải phản ứng tiêu cực từ cộng đồng quốc tế, đặc biệt là Liên minh châu Âu, vốn xem JCPOA là một nền tảng quan trọng cho an ninh khu vực và kiểm soát phổ biến vũ khí hạt nhân. Một trong những cơ sở hạt nhân được chú ý đặc biệt là nhà máy làm giàu uranium Fordow, nằm sâu khoảng 80 đến 90 mét dưới lòng đất. Với độ sâu như vậy, cơ sở này được đánh giá là gần như miễn nhiễm với hầu hết các loại vũ khí thông thường. Trong bối cảnh đó, giới chức quân sự Hoa Kỳ đã đề xuất sử dụng loại bom xuyên phá hạng nặng GBU-57A/B, hay còn gọi là "bom phá boongke", loại vũ khí chỉ có thể được mang theo bởi máy bay ném bom chiến lược tàng hình B-2 mà hiện tại chỉ Hoa Kỳ mới sở hữu cả hai năng lực này. Tuy nhiên, đã có nhiều tranh luận trong giới chuyên gia quân sự về việc liệu ngay cả loại bom này có thể thực sự phá hủy được Fordow hay không.
Vào ngày 4 tháng 2 năm 2025, Thủ tướng Israel Benjamin Netanyahu đã có chuyến thăm tới Washington, D.C. và được cho là đã nhắc lại với Tổng thống Donald Trump rằng Iran từng lên kế hoạch ám sát ông. Trong khuôn khổ cuộc gặp, Netanyahu trình bày một bài thuyết trình chi tiết kèm theo các hình ảnh trình chiếu, cho thấy Iran đang gia tăng đáng kể kho dự trữ uranium và đồng thời cải tiến công nghệ máy ly tâm – những động thái mà ông cho rằng là dấu hiệu rõ ràng cho thấy Iran đang tiến gần hơn tới “ngưỡng hạt nhân”. Tuy nhiên, các cơ quan tình báo Hoa Kỳ bày tỏ quan điểm thận trọng hơn, cho rằng những thông tin mà phía Israel cung cấp không nhất thiết chứng minh Iran đang tiến gần tới khả năng chế tạo vũ khí hạt nhân. Sau đó, vào ngày 31 tháng 5 năm 2025, IAEA công bố báo cáo cho biết Iran đã gia tăng mạnh lượng uranium làm giàu ở mức tinh khiết 60%, một cấp độ chỉ thấp hơn một chút so với mức cần thiết để chế tạo vũ khí. Với tổng khối lượng vượt 408 kg, tăng gần 50% so với con số được ghi nhận vào tháng 2, IAEA cảnh báo rằng lượng uranium này nếu tiếp tục được làm giàu thêm sẽ đủ để sản xuất ra nhiều đầu đạn hạt nhân.
Nhiều cố vấn thân cận của Tổng thống Trump, trong đó có Steve Bannon và Giám đốc Tình báo Quốc gia Tulsi Gabbard, ban đầu đã cảnh báo về nguy cơ xảy ra chiến tranh với Iran, đồng thời nhấn mạnh rằng cộng đồng tình báo Hoa Kỳ không tin Iran đang chủ động chế tạo vũ khí hạt nhân. Tuy nhiên, sau khi bị ông Trump công khai chỉ trích, gọi bà là "sai lầm" và tuyên bố rằng ông "không quan tâm đến những gì bà ấy nói", bà Gabbard đã thay đổi lập trường. Trong một tuyên bố sau đó, bà cho rằng Iran có thể đạt được khả năng sở hữu vũ khí hạt nhân "chỉ trong vòng vài tháng". Đáp lại phát biểu này, Trump khẳng định: "Cộng đồng tình báo của tôi đã sai", cho thấy sự bất đồng ngày càng rõ rệt giữa Tổng thống và các cơ quan phân tích tình báo về mức độ nghiêm trọng của mối đe dọa hạt nhân từ Iran.

### Sự can dự của Israel
Israel, một quốc gia chưa từng ký kết Hiệp ước Không phổ biến vũ khí hạt nhân nhưng được cho là đã sở hữu kho vũ khí hạt nhân, từ lâu vẫn xem khả năng các cường quốc khu vực, đặc biệt là Iran đạt được năng lực hạt nhân là một mối đe dọa mang tính hiện hữu đối với an ninh quốc gia. Trong nhiều thập kỷ, Israel đã chủ động thực hiện cả các biện pháp công khai lẫn hoạt động bí mật nhằm ngăn chặn sự phát triển này, trong đó bao gồm nhiều cáo buộc liên quan đến việc ám sát các nhà khoa học hạt nhân Iran. Căng thẳng giữa hai quốc gia càng leo thang nghiêm trọng sau cuộc tấn công ngày 7 tháng 10 năm 2023 do lực lượng Hamas thực hiện, bởi Hamas được cho là nhận tài trợ và hỗ trợ từ Iran. Trong bối cảnh đó, Israel gia tăng hành động quân sự và hoạt động tình báo nhằm kiềm chế ảnh hưởng của Iran trong khu vực. Hoa Kỳ với vai trò là đồng minh chiến lược lâu đời của Israel, đã nhiều lần thể hiện sự ủng hộ cả về chính trị lẫn quân sự. Sự hỗ trợ này thể hiện rõ qua Chương trình Tài trợ Quân sự Nước ngoài và việc Washington hậu thuẫn các chiến dịch quân sự của Israel tại Trung Đông. Theo phân tích của Vox, mục tiêu chiến lược dài hạn của Israel có thể không chỉ dừng lại ở việc làm tê liệt chương trình hạt nhân của Iran, mà còn nhằm thay đổi chế độ tại Tehran, một mục tiêu mà chính quyền Trump dường như đã ngầm hậu thuẫn thông qua hỗ trợ quân sự và chính sách đối ngoại cứng rắn.

### Nghị quyết của Quốc hội
Trong tuần lễ trước khi diễn ra cuộc tấn công bằng bom, Thượng nghị sĩ Tim Kaine (Đảng Dân chủ, bang Virginia) đã trình bày một nghị quyết tại Thượng viện, khẳng định rằng Tổng thống Trump không được phép sử dụng lực lượng vũ trang Hoa Kỳ chống lại Iran nếu không có sự ủy quyền rõ ràng từ Quốc hội – thông qua tuyên bố chiến tranh chính thức hoặc một nghị quyết cho phép sử dụng vũ lực quân sự (AUMF). Tại Hạ viện, một nghị quyết tương tự đã được đưa ra bởi Dân biểu Thomas Massie (Đảng Cộng hòa, bang Kentucky) và Ro Khanna (Đảng Dân chủ, bang California). Văn bản này nhận được sự ủng hộ rộng rãi từ các thành viên Đảng Dân chủ, với hàng chục người đồng bảo trợ cùng ký tên ủng hộ nghị quyết.